# Piula de Richard
La piula de Richard o piula grossa (Anthus richardi) és una espècie d'ocell de la família dels motacíl·lids (Motacillidae) que habita praderies del centre i sud de Sibèria, Mongòlia, nord i est de la Xina, Taiwan i Corea.